# Vinçà
Vinçà ([bin'sa], sovint pronunciat [viˈsa], en francès Vinça, sense accent) és una vila i comuna de la comarca del Conflent, a la Catalunya del Nord. El municipi inclou també el poble de Saorla. Hi destaca el Pantà de Vinçà, situat al nord del nucli urbà, construït el 1978.

## Etimologia
Tal com explica Joan Coromines, Vinçà procedeix del nom propi llatí Vintianu (de Vintiu), o bé Vencianu (de Venciu) per via dels respectius derivats adjectius del nom propi corresponent.

## Geografia

### Localització i característiques generals del terme

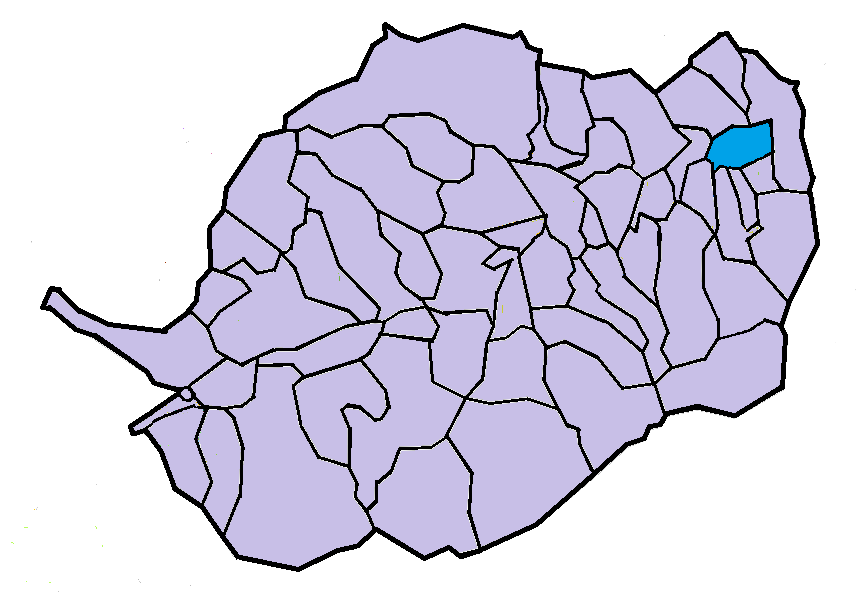
Situació de la comuna de Vinçà en el Conflent

El terme comunal de Vinçà, de 77.400 hectàrees d'extensió, és situat quasi a l'extrem est de la comarca del Conflent, a prop del límit amb la comarca del Rosselló i no gaire lluny de la Fenolleda.
És un terme essencialment pla, situat a la part més baixa de la comarca del Conflent. El Pantà de Vinçà ha inundat una part de les terres de la vora de la Tet, la part més plana del terme. El terme comunal comprèn la part final del curs de la Lentillà, del Còrrec de Sant Martí, o del Real, del Còrrec de les Escomes, que en el seu tram final, tocant a la Tet, forma el Llac de les Escomes, i del Còrrec de Conillac, que també forma un llac just abans d'arribar a la Tet.
Vinçà exerceix de capital del Baix Conflent; és la comuna de serveis d'aquesta subcomarca.
Termes municipals limítrofs:
|                    | Arboçols                  |       |
| Marqueixanes       |                           | Rodès |
| Espirà de Conflent | Finestret / Jóc / Rigardà |       |

### La vila de Vinçà

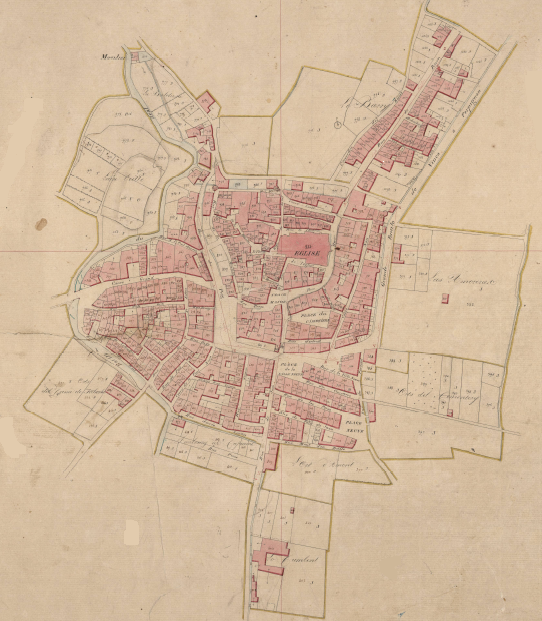
Vinçà en el Cadastre napoleònic del 1812 (Arxius Departamentals dels Pirineus Orientals)

La vila de Vinçà apareix documentada com a vila fortificada des del 939: castrum Vinsanum, i conserva l'estructura de la vila lleugerament aturonada, a la dreta de la Tet, organitzada a l'entorn de la cellera originària, amb l'església parroquial de Sant Julià i Santa Basilissa, esmentada des del segle xi, però refeta del tot els segles XV i XVIII. Encara en època medieval, dins d'un recinte clos del qual es conserven fragments importants de les muralles i dues de les portes: la del Barri, o de la Sal, al nord-est, i la del Puig, al nord-oest.
Vinçà va eixamplar el seu nucli, inicialment amb els barris del Carrer Gran, del Carrer Major i de la Vila, amb els barris del Prat i la Vila Nova, a més de l'anomenat el Barri, primer, existents des del segle xiv, i de les Escomes, la Creu, els Caputxins, les Amoreres, més tard el Firal, Sant Esteve, i Sobrevila més tard en un traçat urbanístic encara de configuració medieval, que incloïa l'antic Hospital dels Pobres, amb la capella de Sant Sebastià. Després de mantenir-se sense grans variacions, a la segona meitat del segle XX i primers anys del XXI, la vila s'ha anat estenent sobretot cap al sud, amb urbanitzacions com el Camí de Jóc i la Cité du Canigó, i al llarg de la carretera de Prada, en bona part en modernes urbanitzacions com és freqüent a molts pobles del Rosselló i del Baix Conflent.
La capella de la Mare de Déu de l'Esperança és una capella particular situada en el primer pis de la Porta del Puig, de les muralles medievals de Vinçà. És al carrer dels Baluards (fora vila), al lloc on es troba amb el carrer de la Sal (dins del recinte murallat). Fora muralles, uns 300 metres al sud de la vila vella, a l'Avinguda de Léon Trabis, hi ha l'antic convent dels Caputxins, més tard dels Carmelites Descalços, amb la capella de Santa Maria. També hi ha la capella de Sant Galderic, al barri del Prat, i són desaparegudes les capelles de l'Esperit Sant i de Sant Esteve de l'Hospici. Es conserven dues antigues creus de terme: la Creu Noell i l'anomenada Creu del Cementiri.

### Saorla

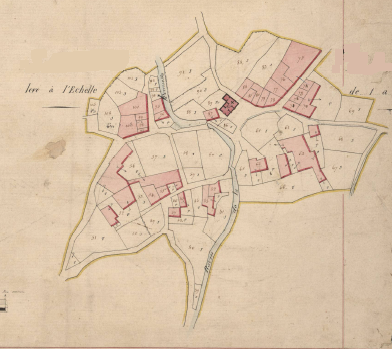
Saorla en el Cadastre napoleònic del 1812 (Arxius Departamentals dels Pirineus Orientals)

El poble de Saorla és al sud del terme, al bell mig de les terres planes d'irrigació. El lloc és esmentat des del 950, com a alou de Sant Miquel de Cuixà, i la seva església, Santa Maria Magdalena, des del 1600. Entre el 1790 i el 1794, Saorla s'incorporà a la comuna de Vinçà; per tant, pràcticament no va arribar a desenvolupar mai una comuna pròpia.

### Nossa
Actualment desapareguts sota les aigües del Pantà de Vinçà, els molins i els banys de Nossa eren a cavall dels termes d'Arboçols i de Vinçà, en el marge esquerre de la Tet. Els molins són esmentats des del 1265 (molendina qui vocantur de Nossa), i els banys (Aquas Calidas), des del 1268.

### Santa Maria Magdalena de Lentillà
L'església de Santa Maria Magdalena de Lentillà, de vegades esmentada com a Nentillà, és esmentada des del 1299, i encara consta com a ermita i santuari el 1688. És actualment desapareguda, i només se'n conserva el topònim. El lloc on era l'església és actualment ocupat per una masia.

### La marededeu de Vinçà
Actualment en mans d'un particular, es conserva a Vinçà una marededeu romànica del segle xiii de procedència desconeguda. Fa 59 cm d'alçada, i és una imatge de la Mare de Déu amb l'Infant damunt del genoll esquerre vestida amb túnica, vel i mantell verds, asseguda en una càtedra, La imatge està mal conservada i mutilada pel que fa als peus, els braços de la Mare de Déu i al braç dret de l'Infant.

### El Castelló
A la riba dreta del Pantà de Vinçà, cap a la meitat del pantà i a la zona oest del terme del mateix nom es conserven, molt malmeses, les restes del Castelló de Vinçà.

### Els masos del terme
Vinçà no té actualment gaires construccions aïllades en el seu terme. S'hi troben el Casot d'en Barbaste, el Casot d'en Pacull, diversos casots sense nom, el Castell d'en Molins, la Cava Cooperativa Vinyaters del Conflent, la Cooperativa frutícola de Vinçà, la Destil·leria, les quatre darreres al límit del nucli urbà, la Gara, el Mas de la Llorda, el Mas Botet, el Molí, el Molí de la Cristina i el Molí d'en Noell, tots tres desapareguts,. També cal esmentar els oratoris i creus de terme de la Creu del Prat, la Creu Escapçada, l'Oratori de la Costa, l'Oratori de la Mare de Déu i l'Oratori de la Mare de Déu i l'Infant. També caldria esmentar el Pont de Sant Pere, desaparegut en fer-se el Barratge de Vinçà.

### Hidrografia
La construcció de l'embassament de Vinçà, entre 1975 i 1978, cobrí les restes de l'antic balneari de Nossa, d'aigües sulfuradosòdiques, que estigué en funcionament comercial entre 1812 i 1932. En l'actualitat, el Pantà de Vinçà constitueix un paisatge fonamental del terme comunal de Vinçà i de tot el Baix Conflent. El pantà aprofita la conca de la Tet entre Marqueixanes i Rodès i és, per tant, el principal element hidrològic del terme de Vinçà. Aquest terme, pla i a prop del principal riu de la Catalunya del Nord, era un territori essencialment agrícola, la major part de regadiu, en el qual eren molt importants els canals d'irrigació, com la Branca, o Rec, de Bardines, la Branca del Còrrec de Sant Martí, la Branca, o Rec, de les Colomines, a Jóc anomenada Branca de Vinçà, la Branca, o Rec, de les Socides, la Branca dels Camps Grans, la Branca, o Rec, dels Coscollets i la Branca, o Rec, de Saorla, el Rec de Castelló, el Rec de Corbera (en part desaparegut), el Rec de la Nadala, el Rec del Molí de la Cristina, el Rec del Molí d'en Noell, el Rec de Sota Ribes, els tres darrers desapareguts, i el Rec Nou de Marqueixanes.
En el terme de Vinçà la Tet rep l'afluència d'alguns dels cursos d'aigua que provenen dels termes veïns, la major part dels quals articulen la vall on s'assenta el poble i comuna respectiu. Per l'esquerra, procedents, per tant, del nord, arriben a la Tet dins del terme de Vinçà el Còrrec de la Font del Sofre, que afluïa en la Tet just on hi havia els Banys de Nossa; més endavant rep el Còrrec de l'Oratori, al lloc on la línia del terme comunal baixa fins a la llera de la Tet.
Per la dreta, i, per tant, procedents del sud, són alguns més els cursos d'aigua que hi aflueixen: fent de límit amb Marqueixanes, procedent d'Espirà de Conflent, hi ha el Còrrec del Canigós. Més a l'est, arriba a la Tet la Lentillà, més endavant, el Còrrec de Coma Doctor, passat el Castelló, el Còrrec, o Rec, de la Pruneta, anomenat la Ribereta en el seu tram final i també Camí de la Pruneta; ja en el poble, hi arriba el Còrrec de Sant Martí, o Torrent de la Creu, anomenat el Real en el seu tram final, després el Rec dels Pradells, que és en realitat un torrent, malgrat el seu nom, més a l'est el Còrrec de les Escomes, que en el seu tram final forma el Llac de les Escomes, i encara més a llevant, a prop del límit dels termes de Vinçà i de Rodès, i el Còrrec de Vallorera, anomenat en el seu tram final, on forma el Llac de Conillac, Còrrec de Conillac.
Hi ha algunes fonts significatives, en el terme de Vinçà. A més d'algunes fonts sense nom propi, hi ha la Font Ballesse, la Font Darrere la Vila, la Font del Puig, o d'en Preses, i la Font Pacull.

### Orografia

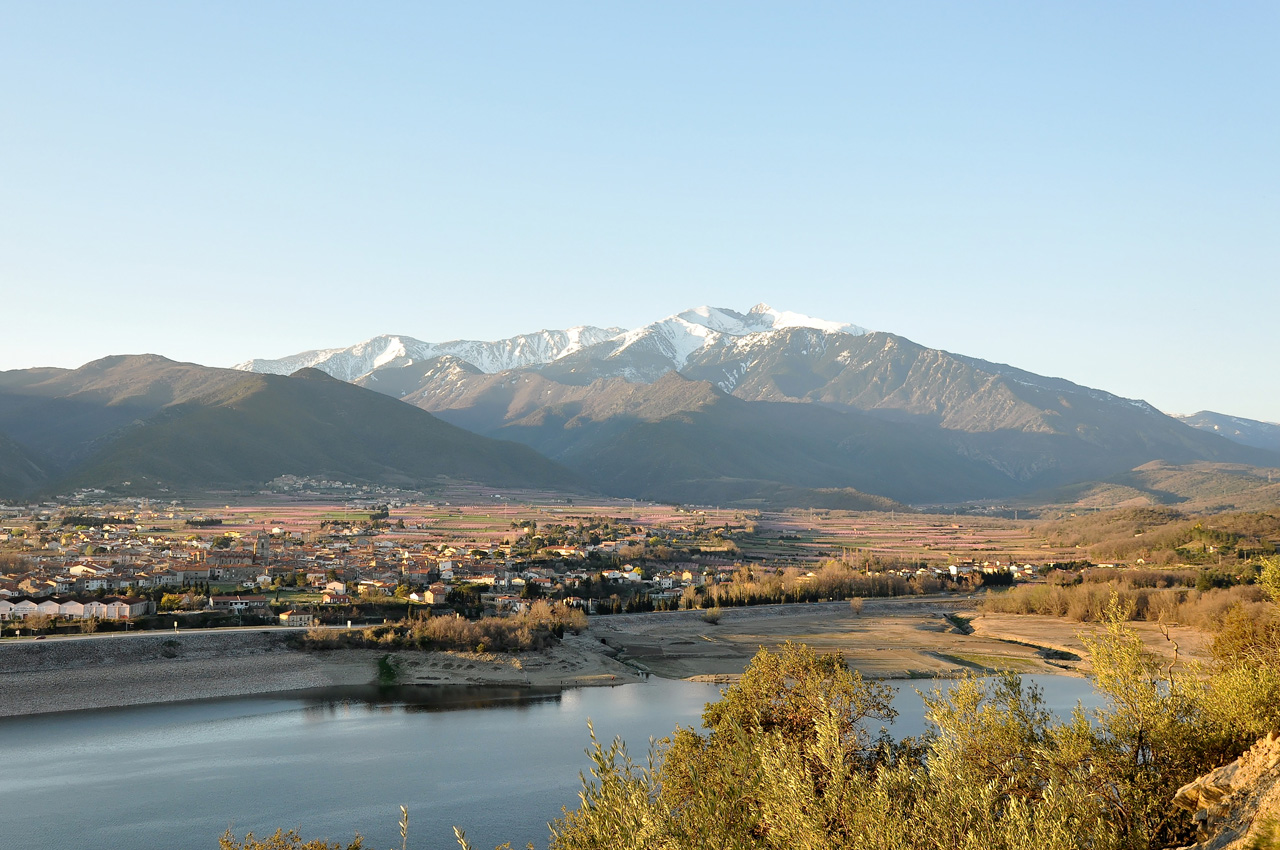
Vinçà, Canigó

Malgrat la manca de grans unitats de relleu, en el terme de Vinçà hi ha bacs, com el Bac de la Cogulera; colls, com el Coll de Sant Pere; comes, com Coma de l'Oliu i Coma Doctor; costes: la Costa, la Costa d'en Sicallines; coves: la Cova de les Encantades; serres i serrats: el Serrat d'en Molins i el Serrat d'en Venta Farines.

### El terme comunal
Les partides i llocs específics del terme de Vinçà són les Amoralles, o Hort de les Amoralles, les Amoreres, els Baiers, la Baldosa, la Balma, els Banys de Nossa, o la Font del Sofre, el Camí de Freixenet, el Camí de Jóc, el Camí de la Mare de Déu, el Camí de la Solana, el Camí de Rigardà, el Camí de Saorla, el Camí Ral, o Real, el Camp del Roc, la Camperia, els Camps de Venta Farines, els Camps Grans, els Canals, els Canals d'en Macià, la Cardenosa, el Castelló, el Castelló de Lentillà, la Colomina, el Comberet, Conillac, els Coscollets, la Creu Escapçada, Darrer del Molí, els Donets, Envistes de Saorla, l'Era Vella, les Escomes, les Esposes, les Ferreres, els Fillols, la Font del Castanyer, la Garbesa, la Garriga, Gomà, l'Hort d'Amunt, els Horts del Camí de Saorla, l'Hort del Cementiri (actualment, Cementiri Nou), Lentillà, la Llorda, Mira Conflent, Mas del Ral, la Negra, els Pontets, Pontet Dellà les Escomes, la Pruneta, la Ribereta, la Ribereta d'Amunt, Santa Magdalena, Sant Pere, les Socides, Terrafort, les Teuleries, el Trauc de la Vola i les Valloreres. El Pantà de Vinçà cobreix molta part de l'any algunes de les partides tradicionals: els Camps de la Garbesa, Dellà l'Aigua, el Mas, els Pradells, el Riberó, Santa Esperança, Sota Ribes i els Tornalls, abans els Omalls. Alguns topònims indiquen senyals termenals: Roc Forada i Roc Gros Foradat.

## Transports i comunicacions

### Carreteres
La principal carretera que travessa el terme de Vinçà és la N - 116 (Perpinyà - la Guingueta d'Ix), que venint de Perpinyà té forma d'autovia fins a prop de Bulaternera. Aquesta carretera, que passa al nord de Vinçà, comunica Vinçà amb Perpinyà en 36,9 quilòmetres, d'una banda (passant per tot de poblacions, en les quals l'autovia evita el pas pel nucli de la població: Bulaternera, a 9,4 km, Illa, a 11,6, Nefiac, a 15,2, Millars, a 21,7, Sant Feliu d'Amunt, a 22,4, Sant Feliu d'Avall, a 23,4, i el Soler), a 27, en direcció est. Cal dir que en tot el traçat d'autovia, de Bulaternera cap a l'est, existeix la calçada antiga de la N - 116, ara D - 916, que sí que passa pels nuclis de població. Per la mateixa carretera, ara ja com a carretera convencional, Marqueixanes, a 3,6, els Masos, a 18,4, Prada, a 19,1, etc.
Pel terme de Vinçà discorren també les carreteres D - 13 (D - 25, a Jóc / Finestret - D - 2, a Trevillac) que, amb molts canvis de direcció va majoritàriament de sud a nord i enllaça Vinçà amb les poblacions de Jóc i Finestret, cap al sud, i Tarerac i Trevillac, cap al nord, també la D - 25 (N - 116, a Vinçà - D - 618, al Coll d'en Xatard), que uneix Vinçà amb Finestret, Vallestàvia, Vallmanya i la Bastida. Finalment, la D - 36 (Rigardà - Vinçà), que des de la vila de Vinçà mena al poble de Rigardà.

### Transport públic col·lectiu
Vinçà té un bon servei de transport públic. La línia 200 (Perpinyà - Prada) uneix les poblacions de Perpinyà, el Soler, Sant Feliu d'Avall, Sant Feliu d'Amunt, Millars, Nefiac, Illa, Bulaternera, Rodès, Vinçà, Marqueixanes, Eus i Prada. Aquesta línia ofereix cinc serveis diaris en direcció ponent, un d'ells de caràcter semidirecte, i només tres a la inversa, un d'ells també semidirecte. No circula els dies festius. Cal dir que la parada d'aquesta línia és a peu de carretera, no entra fins al poble.
Amb un traçat similar hi ha la línia 240, que ofereix quatre serveis diaris en direcció a Perpinyà i sis cap a Prada. Com l'altre, alguns d'aquests serveis és semidirecte. Tampoc no circula els dies festius.
La línia 260, també amb recorregut i característiques semblants, té dos serveis diaris en cada direcció. Circula cada dia, però el diumenge amb horaris diferents.

### Ferrocarril
Vinçà té estació de tren de la línia Perpinyà - Vilafranca de Conflent, on enllaça amb l'anomenat tren groc, de Vilafranca de Conflent a la Tor de Querol. És la línia 12 TER Llenguadoc Rosselló.

### Els camins del terme
Els camins més rellevants del terme de Vinçà són el Camí de Conillac, el de la Balma, el de la Pruneta, el de la Teuleria, el de l'Estrada, el dels Baiers, el dels Banys (desaparegut sota les aigües del pantà), el de Saorla, o de Sant Esteve, el de Valloreres, la Carrerada del Puig i la Travessa de Saorla, entre els camins interns del terme mateix de Vinçà. Els que enllacen la vila amb els pobles i termes veïns són el Camí de Domanova, o de la Mare de Déu de Domanova, el Camí de Ferro (la via del ferrocarril), el Camí de Finestret, el Camí o Ruta de Jóc, el Camí de la Ribereta, abans de Prada, el Camí dels Marges, o de Saorla a Finestret, el Camí o Ruta de Rigardà, el Camí Ral, el Camí Vell de Prada, la Ruta de Finestret, la de Prada, la de Tarerac i la d'Illa.

## Activitats econòmiques
L'agricultura és a la base de l'economia de Vinçà. Quasi 400 hectàrees es dediquen a feines del camp, en més d'un centenar d'explotacions. Els arbres fruiters és el conreu principal, amb quasi 200 hectàrees, amb presseguers, principalment, però també albercoquers, pomeres, cirerers i pereres; la vinya ocupa més de 150 hectàrees, la major part per a vins comuns, i només unes 5 hectàrees per a vins de denominació d'origen controlada, i l'horta, unes 40 ha, amb escaroles, enciams i fruits primerencs. Hi ha una mica de pastures, però el cens ramader és quasi nul.
Aquesta activitat agrícola havia generat tradicionalment una petita indústria derivada; així, a Vinçà hi ha una Cava Cooperativa Vinícola, una Mutualitat Agrícola, i una Societat Cooperativa Central de Compres Agrícoles. Al nord del poble, vora del pantà, hi ha una petita zona industrial. El pantà ha generat activitats aquàtiques, així com l'existència d'un càmping i una certa activitat hotelera. Vinçà exerceix de capital del Baix Conflent, i ofereix els serveis bancaris i comercials d'una petita capital.

## Història

### Edat Mitjana
Vinçà ja posseïa un recinte fortificat abans de l'any 1000: el 939 ja està documentat com a castrum Vinsanum. Al llarg de l'Edat Mitjana, tant el monestir de Sant Miquel de Cuixà com el de Sant Martí de Canigó hi posseïen alous o vinyes, però la senyoria restà sempre en possessió reial, procedent dels vescomtes de Cerdanya. Es matingué com a vila reial fins al 1375, quan Pere el Cerimoniós la donà en franc alou a la seva filla Joana. Casada Joana amb Pere de Rocabertí, la senyoria passà el 1393 a llur fill, Pere d'Empúries, casat amb Joana de Rocabertí; la darrera, enviudà i succeí el seu marit com a senyora de Vinçà i, la seva mort, Vinçà passà als Rocabertí. Així, el 1423 el vescomte Dalmau VIII de Rocabertí era senyor de Vinçà. Els fets polítics de mitjan segle xv feren que els Roabertí en fossin desposseïts, i Vinçà anà a parar a mans de Francesc Desplà, fins que el 1493 un altre Rocaabertí, Onofre, en recuperà el domini, amb la restitució dels comtats de la Catalunya del Nord a la Corona.

### Edat Moderna
Al llarg de l'edat moderna Vinçà visqué uns anys un condomini entre diverses branques del Rocabertí, fins que el 1586 foren reunificades per compra les diferents parts de la senyoria i ofertes a la Corona: Vinçà recuperà el caràcter de vila reial, que mantingué fins a la fi de l'Antic Règim.

## Demografia

### Demografia antiga
La població està expressada en nombre de focs (f) o d'habitants (h)
| 118 f | 124 f | 67 f | 102 f | 98 f | 98 f | 259 f | 304 f | 1.613 h | 1.577 h | 393 f |

### Demografia contemporània
| Evolució de la població |       |       |       |       |       |       |       |       |
| 1793                    | 1800  | 1806  | 1821  | 1831  | 1836  | 1841  | 1846  | 1851  |
| 1.334                   | 1.657 | 1.794 | 1.891 | 2.004 | 2.066 | 2.040 | 2.021 | 2.131 |

| 1856  | 1861  | 1866  | 1872  | 1876  | 1881  | 1886  | 1891  | 1896  |
| ----- | ----- | ----- | ----- | ----- | ----- | ----- | ----- | ----- |
| 2.054 | 1.943 | 1.983 | 2.144 | 2.111 | 1.910 | 1.792 | 1.711 | 1.574 |

| 1901  | 1906  | 1911  | 1921  | 1926  | 1931  | 1936  | 1946  | 1954  |
| ----- | ----- | ----- | ----- | ----- | ----- | ----- | ----- | ----- |
| 1 732 | 1.644 | 1.708 | 1.664 | 1.593 | 1.517 | 1.524 | 1.532 | 1.609 |

| 1962  | 1968  | 1975  | 1982  | 1990  | 1999  | 2006  | 2007  | 2008  |
| ----- | ----- | ----- | ----- | ----- | ----- | ----- | ----- | ----- |
| 1.610 | 1.622 | 1.587 | 1.589 | 1.655 | 1.666 | 1.833 | 1.856 | 1.880 |

| 2013  | 2014  |
| ----- | ----- |
| 1.955 | 1.994 |

Fonts: Ldh/EHESS/Cassini fins al 1999, després INSEE a partir deL 2004

### Evolució de la població

Població 1962-2008

## Administració i política

### Batlles
| Alcalde           | Període                                   |
| ----------------- | ----------------------------------------- |
| Sébastien Escanyé | 1790 - 1791                               |
|                   |                                           |
| Sébastien Escanyé | 1800 - 1815                               |
|                   |                                           |
| Sébastien Escanyé | 1830 - 1831                               |
|                   |                                           |
| Pierre Gipulo     | 19 de maig del 1935 - 14 de març del 1941 |
|                   |                                           |
| Pierre Paillés    | Març del 2001 - Març del 2008             |
| René Dragué       | Març del 2008 - Moment actual             |

### Legislatura 2014 - 2020

#### Batlle
- René Dragué.

#### Adjunts al batlle[15]
- 1a: Marie-Thérèse Casenove
- 2n: Jean-Pierre Mendoza, adjunt de Joventut i Esports
- 3a: Marie-France Martin, adjunta de Finances i Esport
- 4t: Bernard Baco, ajunta d'Urbanisme i Obres
- 5a: Géneviève Hortos, adjunta de Desenvolupament rural i d'Escoles.

#### Consellers municipals
- Lucette Ortiz, consellera delegada vicepresidenta del Consell Comunal d'Acció social
- Robert Guillaume, conseller delegat del Servei de Càmping
- Gérard Salvador, conseller delegat de Cementiris
- Luc Fabre, conseller delegat d'Associacions
- Alain Coubrys
- Cécile Drapier
- Barbara Mac Loughan
- Bernard Mestres
- Sylvie Parent
- Elisabeth Serre
- Robert Jassereau
- Pierre Pailles
- Stéphanie Pachis.

### Adscripció cantonal

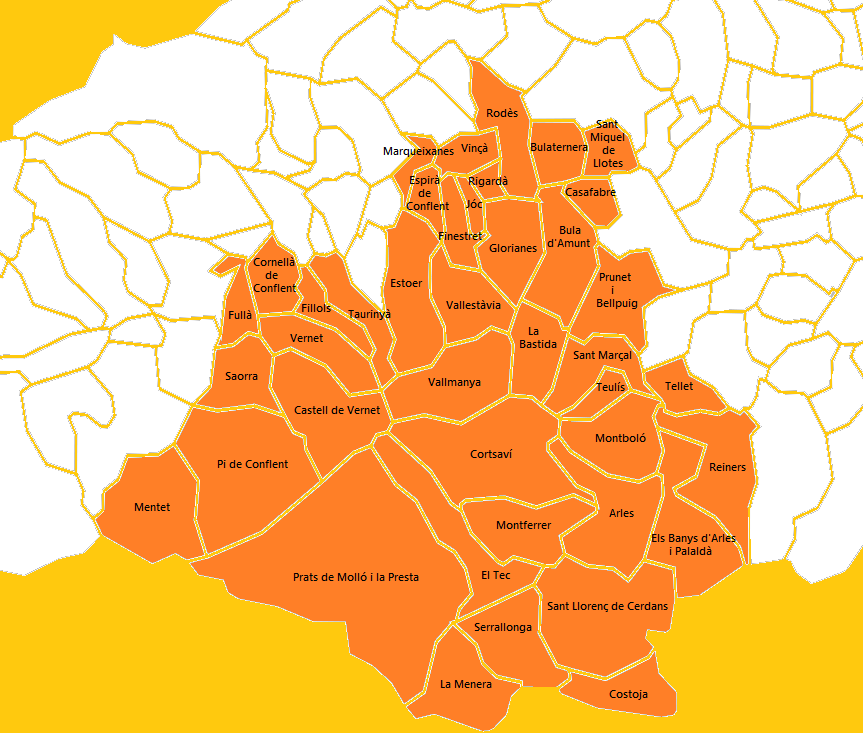
Mapa del Cantó del Canigó

A les eleccions cantonals del 2015 Vinçà ha estat inclosa en el cantó número 2, denominat El Canigó, amb capitalitat al poble dels Banys d'Arles, de la comuna dels Banys i Palaldà. Està format per les viles d'Arles, Prats de Molló i la Presta, Sant Llorenç de Cerdans, del Vallespir, i Vinçà, del Conflent, i els pobles del Conflent de Castell de Vernet, Cornellà de Conflent, Espirà de Conflent, Estoer, Fillols, Finestret, Fullà, Glorianes, Jóc, Marqueixanes, Mentet, Pi de Conflent, Rigardà, Rodès, Saorra, Taurinyà, Vallestàvia, Vallmanya i Vernet, els del Rosselló de la Bastida, Bula d'Amunt, Bulaternera, Casafabre, Prunet i Bellpuig, Sant Marçal, Sant Miquel de Llotes, Tellet i Teulís, i els del Vallespir dels Banys i Palaldà, Cortsaví, Costoja, la Menera, Montboló, Montferrer, Reiners, Serrallonga i el Tec forma part del cantó número 2, del Canigó (nova agrupació de comunes fruit de la reestructuració cantonal feta amb motiu de les eleccions cantonals i departamentals del 2015). Són conselleres per aquest cantó Ségolène Neuville i Alexandre Reynal, tots dos del Partit Socialista francès.

### Serveis comunals mancomunats
Vinçà forma part de la Comunitat de comunes de Conflent - Canigó, amb capitalitat a Prada, juntament amb Prada, Arboçols, Campome, Campossí, Canavelles, Castell de Vernet, Catllà, Clarà i Villerac, Codalet, Conat, Cornellà de Conflent, Escaró, Espirà de Conflent, Estoer, Eus, Finestret, Fillols, Fontpedrosa, Fullà, Jóc, Jújols, Marqueixanes, els Masos, Mentet, Molig, Mosset, Noedes, Nyer, Oleta i Èvol, Orbanyà, Orellà, Pi de Conflent, Rià i Cirac, Rigardà, Saorra, Serdinyà, Soanyes, Sornià, Tarerac, Taurinyà, Toès i Entrevalls, Trevillac, Vallestàvia, Vallmanya, Vernet i Vilafranca de Conflent.

## Ensenyament i Cultura
En ser petita comarcal, del Baix Conflent, Vinçà compta amb una escola maternal pública i una de primària pública, amb el nom de Jean Alloiteau. Pel que fa als adolescents i joves vinçanencs, assisteixen als col·legis d'Estagell, Illa, Prada, Sant Pau de Fenollet o Tuïr, i als liceus de Ceret o Prada.
La Cultura té una bona presència a la vida cívica de Vinçà. L'ajuntament edita cada any una revista de les nombroses associacions de Vinçà.

## Llocs i monuments
- Sant Julià i Santa Basilissa de Vinçà
- Sant Pere de Bell-lloc
- El nucli antic
- L'antic hospital
- La creu de Vinçà

## Personatges lligats a la comuna
- Antoni Brenac (segle xvi), poeta humanista en llatí i monjo de Montserrat
- Jules Alart (1876-1965), banquer
- Julià-Bernat Alart (1824-1880), estudiós de la llengua catalana
- Sébastien Escanyé (1759-1832), alcalde i diputat
- Ferdinand Escanyé (1795-1874), polític i diputat
- Josep Fabre (1741-1829), alcalde i diputat
- Bonaventura Philip (1805-1872), sacerdot i teòleg
- Alà Taurinyà (1914-2004), historiador i poeta, alcalde de Vallestàvia
- Joan Miquel Touron (1959), llibreter i activista cultural